# 松平斉良
松平 斉良（まつだいら なりよし）は、江戸時代後期の石見国浜田藩の世嗣。江戸幕府11代将軍・徳川家斉の二十男。12代将軍徳川家慶の異母弟にあたる。

## 略歴
上野国館林藩主・松平武厚（斉厚）の養子となり、武厚の娘を正室とする。元服し、父・家斉から偏諱を受けて斉良と名乗り、養父武厚も斉厚と改名した。天保7年（1836年）には斉厚が石見浜田に国替えとなったが、斉良は3年後の天保10年（1839年）に死去した。
代わって高松松平家出身の武揚（正室は斉良正室の妹）が斉厚の養子となった。